# Kościół Wniebowzięcia Najświętszej Marii Panny w Nawarii
Kościół Wniebowzięcia Najświętszej Marii Panny w Nawarii – rzymskokatolicki kościół w Nawarii, ok. 6 km na południowy zachód od Lwowa, należący do najcenniejszych zabytków sakralnych w jego rejonie.

## Historia
Parafia katolicka w Nawarii powstała przed r. 1600. Drewniany kościół parafialny został zniszczony w 1621 roku przez najazd Tatarów. Odbudowany w 1627 roku spłonął 3 lata później w pożarze. Nowy, murowany kościół ufundowała żona podkomorzego wielkiego koronnego, Zygmunta Kazanowskiego, Elżbieta Humnicka z Zimnej Wody. Świątynia ta została zniszczona w 1648 roku podczas najazdu Chmielnickiego i rozebrana w 1739; pozostało jedynie prezbiterium. W latach 1739–1748 zbudowano nowy kościół według projektu lwowskiego architekta Bernarda Meretyna (było to jego pierwsze stwierdzone dzieło). Kościół ufundował chorąży przemyski Marcin Wieniawski i jego syn Roch a wyposażenie m.in. kanonik lwowski Szczepan Mikulski. Rokokowe ołtarze i ambonę wykonał w latach 1763–1768 Piotr Polejowski.
Po drugiej wojnie światowej kościół został zamieniony na magazyn i stopniowo niszczał. Część jego wyposażenia trafiła do kościoła w Urazie pod Wrocławiem oraz do muzeów we Lwowie i w Olesku. W latach 90. XX w. kościół odremontowano. Obecnie służy on miejscowym katolikom.

## Architektura
Kościół w Nawarii to trzynawowa świątynia w typie bazyliki z niższym, wielobocznie zamkniętym prezbiterium, odznaczająca się smukłą sylwetką i wyrafinowaną dekoracją. Obok niej znajduje się trochę późniejsza (1766) dzwonnica parawanowa projektu Piotra Polejowskiego.
Wnętrze kościoła zdobią pilastry i stiukowe ornamenty. W prezbiterium zachowały się iluzjonistyczne malowidła Antonia Tavellia z ok. 1770, w które wpleciono wyobrażenia scen biblijnych i kartusze herbowe fundatorów: Rocha i Urszuli Wieniawskich. Z wyposażenia zachowały się trzy drewniane ołtarze i cztery konfesjonały oraz marmurowy nagrobek Elżbiety Humnickiej w prezbiterium.